# Щучин (гміна)
Гміна Щучин (пол. Gmina Szczuczyn) — місько-сільська гміна у східній Польщі. Належить до Ґраєвського повіту Підляського воєводства.
Станом на 31 грудня 2011 у гміні проживало 6485 осіб.

## Територія
Згідно з даними за 2007 рік площа гміни становила 115.72 км², у тому числі:
- орні землі: 77.00%
- ліси: 16.00%

Таким чином, площа гміни становить 11.96% площі повіту.

## Населення
Станом на 31 грудня 2011:
| Опис     | Загалом | Загалом | Чоловіки | Чоловіки | Жінки | Жінки |
| -------- | ------- | ------- | -------- | -------- | ----- | ----- |
| одиниця  | осіб    | %       | осіб     | %        | осіб  | %     |
| все      | 6485    | 100     | 3265     | 50.35    | 3220  | 49.65 |
| міське   | 3523    | 100     | 1734     | 49.22    | 1789  | 50.78 |
| сільське | 2962    | 100     | 1531     | 51.69    | 1431  | 48.31 |

## Сусідні гміни
Гміна Щучин межує з такими гмінами: Біла Піська, Вонсош, Ґрабово, Ґраєво, Просткі.